# Tiul Khan
Tiul Khan o Tuyul Khan (segle xviii) fou administrador i després kan de la Gran Horda Kazakh. La seva ascendència és desconeguda en tant que no és esmentada per les fonts.
Tiavka Khan va nomenar administrador de la Gran Horda abans del 1715, sense que això impliqués que era kan. El 1718 el poder a la ciutat de Turkestan, el centre de l'Horda, va passar a Bulat Khan, fill de Tiavka, que el 1723 el va perdre davant Galdang Chereng, el kan dels jungars. Els kazakhs van nomenar generalíssim a Abu l-Khayr Khan que va aconseguir vèncer parcialment als dzungars i recuperar posicions. Recuperat el poder a Taixkent governaren junts Tuil i Yolbars Khan, el primer segurament a la ciutat o una part de la ciutat i el segon a la regió. L'abril de 1740 els sarts, els habitants de Taixkent, cansats de la tirania i els saquejos dels kazakhs, es van revoltar i van matar a Yolbars Khan; Tiul Khan fou reconegut com a únic cap dels kazakhs i aquestos van saquejar la ciutat. Però els sarts van cridar en ajut als dzungars, i Kusiak, bé un dzungar o un kazakh sotmès a aquestos, va expulsar a Tiul vers 1741.
Els kazakhs de Tiul van romandre a la rodalia, pràcticament assetjant la ciutat però sense poder ocupar-la, esperant sempre el moment oportú. El 1749 Tiul va demanar l'ajut rus a canvi de sotmetre's a Rússia, però no consta cap resposta. Tuil, que ja devia ser gran va morir poc després. No se sap qui el va succeir.